# Hutton Gibson
 (novembre 2017).
Si vous disposez d'ouvrages ou d'articles de référence ou si vous connaissez des sites web de qualité traitant du thème abordé ici, merci de compléter l'article en donnant les références utiles à sa vérifiabilité et en les liant à la section « Notes et références ».
Pour les articles homonymes, voir Gibson.
Hutton Peter Gibson, né le 26 août 1918 à Peekskill (État de New York) et mort le 11 mai 2020 à Thousand Oaks en Californie, est un écrivain américain partisan du sédévacantisme et un vétéran de la Seconde Guerre mondiale.

## Biographie
Hutton Gibson est aussi connu pour avoir été en 1968 élevé au rang de « Grand Champion » au jeu américain Jeopardy!. Il est un fervent adepte du sédévacantisme, une position prise par une minorité de catholiques traditionalistes. 

### Famille
Hutton Gibson est le père de 11 enfants dont l'acteur et réalisateur oscarisé Mel Gibson.

## Publications
- Is the Pope Catholic?: Paul VI's Legacy: Catholicism? (1978)
- Time Out of Mind (1983)
- The Enemy is Here! (1994)
- The Enemy is Still Here! (2003)